# Virei
Virei é uma cidade e município da província do Namibe, em Angola.
O município tem 15 092 km² e cerca de 117 233 mil habitantes. É limitado a norte pelos municípios de Bibala e Humpata, a leste pelos municípios de Chibia e Chiange, a sul pelos municípios de Curoca e Tômbua, e a oeste pelo município de Moçâmedes.
O município é constituído pela comuna-sede, correspondente à cidade de Virei, e pela comuna de Cainde.
É neste município que se localizam as famosas gravuras rupestres de Chitundo-Hulu.